# Giorgio Levi Della Vida
Giorgio Levi Della Vida (Venezia, 22 agosto 1886 – Roma, 25 novembre 1967) è stato un orientalista, storico delle religioni, semitista, ebraista, arabista, islamista e scrittore italiano.

## Biografia
Giorgio Levi Dèlla Vida nacque a Venezia da Ettore Levi Della Vida e Amelia Scandiani, «famiglia ebraica assimilata non osservante» di origini ferraresi. Si trasferì con i genitori dapprima a Firenze, poi a Genova e infine a Roma, nella cui Università si laureò nel 1909 con il semitista Ignazio Guidi.
Subito dopo la laurea svolse numerosi viaggi di studio al Cairo, ad Atene - presso la Scuola archeologica italiana - e a Creta. 
Ritornò definitivamente a Roma nel 1911, dove lavorò con il grande storico orientalista Leone Caetani alla redazione degli Annali dell'Islām. Strinse legami di profonda amicizia con Michelangelo e Giacomo Guidi, figli di Ignazio, il primo illustre islamista, il secondo archeologo, oltre che con Gaetano De Sanctis, Ernesto Buonaiuti, Giorgio Pasquali, Luigi Salvatorelli e con il sacerdote barnabita Giovanni Semeria. Da sempre profondamente interessato alle problematiche religiose, attraverso padre Semeria ed Ernesto Buonaiuti (scomunicato per il suo convinto modernismo), si accostò già prima dell'Università agli studi biblici, malgrado la sua formazione culturale fosse del tutto laica.
Dal 1914 al 1916 fu titolare della cattedra di Lingua e Letteratura araba presso il Regio Istituto Orientale; partecipò al Primo conflitto mondiale con il grado di tenente, svolgendo il ruolo di interprete. Assegnato alla cattedra di Filologia semitica nell'Università di Torino, vi poté prendere servizio solo alla fine del servizio militare e la tenne fino al 1919. Dal 1920 subentrò a Ignazio Guidi nell'Università di Roma come docente di Ebraico e lingue semitiche comparate.
Nel 1921, su invito di Carlo Alfonso Nallino (con cui aveva collaborato a più riprese), fu tra i fondatori dell'Istituto per l'Oriente, entrando a far parte del suo primo Consiglio di Amministrazione, allontanandosi però dalle sue cariche sociali e dall'Istituto stesso verso il 1924 per non trovarsi ufficialmente coinvolto col regime fascista al potere che, tramite i Ministeri degli Esteri e delle Colonie, contribuiva al finanziamento delle sue attività istituzionali. Seguitò nondimeno a collaborare scientificamente con la rivista dell'Istituto, Oriente Moderno, per tutta la sua vita, rientrando nell'Istituto per l'Oriente per assumerne con sicuro prestigio nel secondo dopoguerra la carica di vice-Presidente, che mantenne fino alla morte.
Negli anni Venti iniziò la collaborazione con alcuni giornali: scrisse sul quotidiano romano Il Paese, che cessò le pubblicazioni alla fine del 1922 dopo che la sua sede era stata devastata dagli squadristi fascisti. Lo stesso Levi Della Vida fu a sua volta vittima di un'aggressione da parte dei fascisti. Per invito di Luigi Salvatorelli, che ne era condirettore, prese a collaborare con La Stampa, dove diede testimonianza del clima politico romano nei giorni seguiti al rapimento di Giacomo Matteotti. Ebbe, nell'occasione, contatti con numerosi esponenti dell'opposizione antifascista tra i quali Giovanni Amendola, Carlo Sforza e Claudio Treves. 

Nel 1924 divenne presidente dell'Unione nazionale delle forze liberali e democratiche, fondata da Giovanni Amendola e l'anno dopo firmò il Manifesto degli intellettuali antifascisti. Nelle sue testimonianze autobiografiche dichiarò di non essere mai stato particolarmente interessato all'attività politica ma di essere stato spinto ad agire dalla convinzione che il momento tragico che l'Italia stava attraversando con l'affermazione del fascismo rendeva necessario che ogni cittadino si assumesse le proprie responsabilità.
Sempre negli anni Venti fece diretta conoscenza con Giovanni Gentile, anch'egli docente a Roma, e iniziò a collaborare con l'Enciclopedia Italiana come esperto di Semitistica e di Ebraistica.
Fu uno dei dodici docenti universitari italiani che si rifiutarono di prestare il giuramento di fedeltà al re e al regime fascista imposto dall'articolo 18 del Regio Decreto 28 agosto 1931 ai professori di ruolo e incaricati e, a seguito del rifiuto, l'anno successivo fu espulso dall'insegnamento universitario.

Continuò tuttavia la collaborazione con l'Enciclopedia Treccani, per la quale fu estensore, tra l'altro, della voce Ebraismo, fino al termine del 1937-principio del 1938.
Operò anche, tra il novembre del 1931 e il settembre del 1939, in veste di "collaboratore", nella Biblioteca Vaticana (in cui era "scriptor" per le lingue orientali, diventandone proprefetto tra il 1º dicembre 1930 e il 15 giugno 1936, il futuro amico e apprezzato orientalista Eugène Tisserant), ricevendo l'offerta di catalogare il fondo di manoscritti arabi, di cui pubblicò nel 1935 un primo elenco, seguito da un secondo e conclusivo trenta anni dopo: le Ricerche sulla formazione del più antico fondo dei manoscritti orientali della biblioteca Vaticana.

In quegli anni redasse, con la consueta altissima competenza, numerosi lemmi dell'Encyclopaedia of Islam, il massimo repertorio enciclopedico della cultura islamica, redatto in massima parte dai principali esperti accademici occidentali.
Dopo la promulgazione delle leggi razziali, il 22 settembre 1939 lasciò forzatamente i suoi incarichi in patria e s'imbarcò a Napoli, sulla nave Vulcania, alla volta degli Stati Uniti, giungendo il 3 novembre del 1939 a Filadelfia. Qui svolse il suo insegnamento, in seguito a una proposta iniziale di durata biennale, presso la Università della Pennsylvania a Filadelfia, rifiutando il prolungamento dell'incarico quando, al termine della guerra, preferì tornare in Italia il 12 ottobre del 1945. A Roma riprese quindi il suo insegnamento accademico, dopo essere stato reintrodotto nei ruoli universitari.
Deluso dal quadro politico dell'immediato secondo dopoguerra, tornò però ancora a insegnare presso l'Università della Pennsylvania dal 1946 al 1948, e qui ebbe tra i suoi studenti Noam Chomsky, prima di stabilirsi definitivamente nella capitale italiana. All'Università La Sapienza gli fu affidata la cattedra di Storia e istituzioni musulmane (dal 1954 Islamistica) che tenne con indiscusso magistero, riconosciutogli unanimemente dai suoi colleghi italiani e stranieri, fino al suo pensionamento nel 1959. Nel 1947 fu anche eletto socio dell'Accademia dei Lincei. Morì a Roma il 25 novembre nel 1967 all'età di 81 anni, dopo una lunga malattia.
A suo nome la University of California Los Angeles ha dedicato una collana editoriale: la Giorgio Levi Della Vida Series in Islamic Studies e a suo nome lo stesso ateneo assegna ai migliori studiosi della cultura islamica il Giorgio Levi Della Vida Award.

## Scritti
Vastissimi i suoi interessi e la sua attività scientifica, che abbracciano la filologia semitica, la storia ebraica e islamica, l'epigrafia fenicia e punica, la letteratura siriaca, e sono testimoniati da numerosi scritti, alcuni riediti dopo la sua morte:
- Gli ebrei: storia, religione, civiltà, Messina-Roma, 1924
- Storia e religione nell'Oriente semitico, Roma, 1924
- Elenco dei manoscritti arabo-islamici della Biblioteca Vaticana: Vaticani, Barberiniani, Borgiani, Rossiani, Città del Vaticano, 1935
- Ricerche sulla formazione del più antico fondo dei manoscritti orientali della Biblioteca Vaticana, Città del Vaticano, 1939
- Secondo elenco dei manoscritti arabi islamici della Biblioteca Vaticana. Città del Vaticano, 1965
- Aneddoti e svaghi arabi e non arabi, Milano-Napoli 1959, Premio Viareggio di Saggistica[7]
- Arabi ed Ebrei nella storia, Napoli, 1984, a cura di F. Gabrieli e F. Tessitore (seconda edizione: Napoli, Alfredo Guida Editore, 2005)
- Iscrizioni puniche della Tripolitania, 1927-1967 (raccolte da M.G. Amadasi Guzzo), Roma, 1987
- Visita a Tamerlano: saggi di storia e letteratura, a cura di M.G. Amadasi Guzzo e F. Michelini Tocci, Napoli, Morano Editore, 1988
- Osservazioni sull'iscrizione fenicia a Karatepe, in Rend. Acc. Lincei, 1949, pp. 273–290

Alle pubblicazioni scientifiche si aggiunge uno scritto in parte autobiografico del 1966, recentemente riedito, Fantasmi ritrovati (Napoli, Liguori, 2004; prima edizione: Vicenza, Neri Pozza Editore).
Bibliografia in G. Garbini (a cura di), Giorgio Levi Della Vida. Nel centenario della nascita (Studi semitici, Nuova serie 4), Roma 1988, pp. 67–95